# Karl Gotthelf Müller
Karl Gotthelf Müller auch: Carl Gotthold Müller, Carl Gotthilff Müller (* 16. Februar 1717 Weimar; † 12. August 1760 in Jena) war ein deutscher Rhetoriker, Dichter und lutherischer Theologe.

## Leben
Karl Gotthelf war der Sohn des Leibarztes von Sachsen-Weimar Johann Caspar Müller und dessen am 3. November 1703 in Naumburg geheirateten Frau Anna Sabine Lauhn. Nach anfänglicher Ausbildung durch Privatlehrer, besuchte er ab dem 8. Juni 1729 die kurfürstlich sächsische Landesschule Pforta. Nachdem er diese Bildungseinrichtung am 14. Oktober 1734 verlassen hatte, begann er am 9. November 1734 an der Universität Jena ein Studium. Am 24. Januar 1739 erwarb er den akademischen Grad eines Magisters der Philosophie, beteiligte sich  am Vorlesebetrieb der Salana und wurde am 4. November 1743 Adjunkt der philosophischen Fakultät. 
Noch 1743 wurde ihm eine Professur der Logik und Metaphysik an der Universität Erlangen angeboten, welche er auf Weisung des Herzog Ernst August von Sachsen-Weimar-Eisenach ablehnte und dafür 1745 eine außerordentliche Professur der Philosophie in Jena erhielt. 
1752 wurde er ordentlicher Professor der Rhetorik und Poetik, promovierte am 4. April 1759 zum Doktor der Theologie und wurde noch im Jahr seiner Promotion dritter ordentlicher Professor der theologischen Fakultät in Jena. Jedoch erreichte er in diesem Amt keine Wirksamkeit mehr, da er im Folgejahr verstarb. 
Er war Mitglied der Teutschen Gesellschaft in Jena, seit März 1739 Sekretär und ab dem 30. November 1743 Senior derselben. Zudem gehörte er als Ehrenmitglied den königlich deutschen Gesellschaften in Göttingen, Greifswald und Königsberg (Preußen) an. Auch ist er Mitbegründer der seit 1749 erschienen Jenaischen gelehrten Zeitungen. Weiterhin beteiligte er sich an den organisatorischen Aufgaben der Salana. So war er Dekan der philosophischen Fakultät und im Sommersemester 1758 Rektor der Alma Mater. 
Müller verheiratete sich am 8. Juni 1745 mit Christiana Dorothea Leopold, Tochter des Superintendenten von Wunsiedel Georg Alexander Leopold (* 23. Juli 1675 in Redwitz; † 19. April 1741 in Wunsiedel).

## Werke (Auswahl)
- Admirabilis Avgvstanae Confessionis In Animis Hostivm Efficacia : Oratio Sollemnis Dignissimae Avgvstanae Confessionis Consecrata Memoriae Qvam Aeternitati Insinvavit Lynckeriana Post Fata Adhvc Svperstes Pietas. Jena 1737 (Online)
- Orationem qva anniversaria sacra Formvlae fidei Imperatori Romano Carolo V in comitiis procervm Imperii Romani et Germanici a principibvs atqve ordinibvs qvi in cavssa religionis a reliqvis secessionem fecerant Avgvstae Vindelicorvm. Jena 1737 (mit Friedrich Andreas Hallbauer, Online)
- Orat. de sacrificulorum R. pontificis auctoritati deditorum, circulatoria jactatione et vanitate, quam barbare charlatanariam vocant. Jena 1739
- Diss. metaph. de isea suppositi rite determinanda. Jena 1739 (Resp. Tobias Mentzel, Online)
- Dissertatio Philosophico-Moralis Praecipva Ad Ceremoniarvm Scientiam Spectantia Sistens. Jena 1739 (Resp. Johann Gunther Schild, Online)
- De Idea Svppositi Rite Determinanda. Jena 1739 (Resp. Tobias Mentzel)
- Orationem anniversariam, qua memoria religionis formulae in Augustano Imperii consessu. Jena 1740
- Dissertatio Metaphysica Idealista De Existentia Corporum Ex Eorum Omnimoda Eaque Completa Existendi Possibilitate Convictus. Jena 1740 (Resp. Johann Jacob Goebel)
- Pontificiorum in confutandis protestantium sacris charlataneria. Jena 1740
- Dissertatio Philosophico-Moralis Doctrinam De Somno Conscientiae Accvrativs Et Complectivs Exponens. Jena 1740 (Resp. Friedrich Christian Kirchhoff, Online)
- Diss. philos. materialistis opposita, de facultate cogitandi, coporibus deneganda. 1742
- De facultate cogitandi corporibus deneganda dissertatio philosophia materialistis opposita. Jena 1742 (Resp. Johann Albert Susemihl, Online)
- Apotheosis philosophorum Graecorum speciatim Pythagorae eiusque crisis philosophica.  Die Vergötterung der Griechischen Weltweisen besonders des Pythagorä nebst derselben Philosophischen Beurtheilung. Jena 1742 (Resp. Johann Jacob von Melle, Online)
- Philosophische Moral. Jena 1742
- Philosophia practica universalis ius naturae ethicum et ethica. Jena 1743 (Online)
- Systema Inflvxvs Physici Demonstratvm, Dissertatio Philosophica. Jena 1743 (Resp. Johann Wilhelm Heinrich Thieme (Jena), Online)
- Ius naturae oeconomicum et politicum oeconomica et politica . Jena 1744
- Theoriam imputationis moralis ex praevisione uberius exponens, dissertatio. Jena 1744
- Die erhabenen Vorzüge eines Sittenlehrers in dem vortrefflichen Beyspiele des weil. Hochedelgebohrnen und Hochgelahrten Herrn Herrn Gottlieb Stolle der Sittenlehre öffentl. ordentl. Lehrers wie auch Aufsehers der Akademischen Bibliothek allhier : als die Teutsche Gesellschaft in Jena das würdige Gedächtniß Desselben als ihres bißherigen Hochverdienten Aufsehers dankbarlichst beging in einer Rede gepriesen. Jena 1744 (Online)
- Imputatio ex praevisione incomparabilis prudentiae humanae magistra : Oratio solemnis. Jena 1745
- De imputatione ex praevisione incomparabili prudentiae humanae magistra. Jena 1745
- Die Weisheit des Redners systematisch entworfen. Jena 1748 (Online)
- Sammlung Kleiner Schriften von wichtigen Wahrheiten aus dem gesammten Reiche der Wissenschaften. Jena 1750 (Online)
- Das Göttliche in dem westphälischen Frieden, zur Verherrlichung des 100 jährigen Alters dieses denkwürdigen Friedens, in der teutschen Gesellschaft vorgelesen. Jena 1748
- Systema metaphysicum elementa solidioris doctrinae complectens. Jena 1750
- Die Ehre des Theologen nach dem Tode in dem verdienten Nachruhme des weiland hochwürdigen in Gott andächtigen und hochgelahrten Herrn Herrn Friedrich Andreas Hallbauers der heil.Schrift hochberühmten Doctors derselben öffentlichen ordentlichen Lehrers auf der Jenaischen hohen Schule, der Durchlauchtigsten Herzoge zu Sachsen hochbetrauten Kirchen Raths... an Dessen den 22. Merz 1750. in der Jenaischen Stadt Kirche feyerlichst begangenem Leichen Feste. Jena 1750
- Weimars Fürsten glorreich durch den Schutz der schönen Wissenschaften : Deren unsterblichen Nachruhm Der Durchlauchtigste Fürst und Herr Herr Ernst August Constantin Herzog zu Sachsen ... der Jenaischen hohen Schule Rector Magnificentissimvs als ... Protector der teutschen Gesellschaft in Jena würdigst in sich verkläret Als diese Höchstderoselben GeburthsFest den 2. Jun. 1751. feyerlichst beging. Jena 1751 (Online)
- Orationem anniversariam qua memoria religionis formulae in augustano imperii consessu anno a Sotere nato MDXXX recitatae ex lege beneficii Lynkeriani renovanda est. Jena 1752 (Online), Jena 1753 (Online); Jena 1754 (Online), Jena 1755 (Online)
- Nachricht von der teutschen Gesellschaft zu Jena, und der jetzigen Verfassung derselben. Jena 1753 (Online)
- Cantate bey der öffentlichen Feyer welche an dem Höchsterfreulichen Geburths Feste ihres huldreichen Protectors des ... Fürsten und Herrn Ernst August Constantin Herzogs zu Sachsen Jülich, Cleve ... der Jenaischen Akademie Rectore Magnificentissimi den 2ten des Brachmonats 1753. von der teutschen Gesellschaft zu Jena ... begangen wurde. Jena 1753 (Online)
- Zur feyerlichen Begehung des ersten Jubel Festes der Teutschen Gesellschaft zu Jena ladet hierdurch alle Beförderer und Verehrer der Wissenschaften welche hiesige hohe Schule schmücken. Jena 1753 (Online)
- Daß der blinde Zufall kein möglicher Gedanke einer wahrhaftig erhaben denkenden Seele sey. Jena 1753
- Orationem anniversariam memoriae religionis formulae in Augustano Imperii consessu. Jena 1753
- Schriften der teutschen Gesellschaft zu Jena, aus den schönen Wissenschaften. Jena 1754 (Online)
- Die wahre Größe des weiland Wohlgebohrnen und Rechtsgelahrten Herrn Johann Rudolph Engau der Rechtsgelahrtheit hochberühmten Doctors der durchlauchtigsten Herzoge zu Sachsen hochbestallten Hofrats, der Rechte öffentl. ordentl. Lehrers, der Juristenfakultät, des Oberhofgerichts und Schöppenstuhls hochansehnlichen Beysitzers, an Dessen den 26. Jenner 1755 in der Jenaischen Stadtkirche feyerlichst begangenen Leichenfeste, in einer Trauerrede gepriesen. Jena, 1755, (Online)
- Oratio anniversania, qua memoria religionis formulae in Augustano imperii consessu anno a sotere nato MDXXX recitatae et renovanda est. Jena 1755
- Progr. de donis Lutheri spiritualibus. 1755
- Das Würdige, in der ersten Jubel Feyer der Jenaisch-teutschen Gesellschaft, als dieselbe den 19ten des Aprils 1755 auf der hohen Schule zu Jena so freudigst als würdigst begangen wurde, in einer Rede gepriesen. Jena 1755 (Online)
- Programm bey der ersten 25-jährigen Feyer der teutschen Gesellschaft in Jena. Jena 1755
- Orationem anniversariam in memoriam Augustanae Confessionis ex instituto Lynkeriano habendam rite indicit. Jena 1757
- Sammlung kleiner Schriften von wichtigen Wahrheiten aus dem gesammten Reiche der Wissenschaften. Jena 1758
- Orationem aniversaria qua memoria religionis formulae in Augustano Imperii confessu anno a sotere nato 1530 recitatae ex lege beneficii Lynkeriani renovanda est. Jena 1758 (http://reader.digitale-sammlungen.de/de/fs1/object/display/bsb10671295_00002.html [Online])
- Dissertationes I & II de divina orationis divinae efficacia tum naturaliter, tum supernaturaliter operosa, quarum alteram inaugur. Jena 1759 (Präsens Johann Christoph Köcher, Online)
- Logik und Aesthetik. Jena 1759, Jena 1762

## Weblink
- Werke von und über Karl Gotthelf Müller in der Deutschen Digitalen Bibliothek